# Львівський лікеро-горілчаний завод
ПрАТ «Львівський лікеро-горілчаний завод» — українське підприємство з багатолітньою історією. Основні види продукції: горілка, лікери, настоянки, бальзами.
Початки виробництва сягають 1931 року, коли завод успішно конкурував з приватними підприємствами, мав горілчані склади, магазини в усіх воєводствах Галичини. Продукція ПрАТ «Львівський лікеро-горілчаний завод» добре відома й високо оцінена не лише в Україні, а й за її межами, про що свідчать численні нагороди.
Завод виготовляє наступні марки горілки: Perlova, Lemberg, Premium Lviv, Львівська та ін.